# Narsimhapur
Narsimhapur (eller Narsinghpur) är en stad i den indiska delstaten Madhya Pradesh, och är huvudort för ett distrikt med samma namn. Folkmängden uppgick till 58 665 invånare vid folkräkningen 2011, med förorter 66 736 invånare.